# Leptohyphodes inanis
Leptohyphodes inanis is een haft uit de familie Leptohyphidae. De wetenschappelijke naam van de soort is voor het eerst geldig gepubliceerd in 1843 door Pictet.
De soort komt voor in het Neotropisch gebied.